# Pycnidiophora
Pycnidiophora — рід грибів родини Sporormiaceae. Назва вперше опублікована 1955 року.

## Класифікація
Згідно з базою MycoBank до роду Pycnidiophora відносять 6 офіційно визнаних видів:
- Pycnidiophora aurantiaca
- Pycnidiophora cylindrica
- Pycnidiophora cylindrispora
- Pycnidiophora dispersa
- Pycnidiophora multispora
- Pycnidiophora nigra